# اوتلی (فیلم)
اوتلی (انگلیسی: Otley) یک فیلم به کارگردانی دیک کلمنت است که در سال ۱۹۶۸ منتشر شد. از بازیگران آن می‌توان به تام کورتنی، رومی اشنایدر، لئونارد راسیتر، ادوارد هاردویک، و فیلیدا لاو اشاره کرد.